# 阿莫隆根城堡

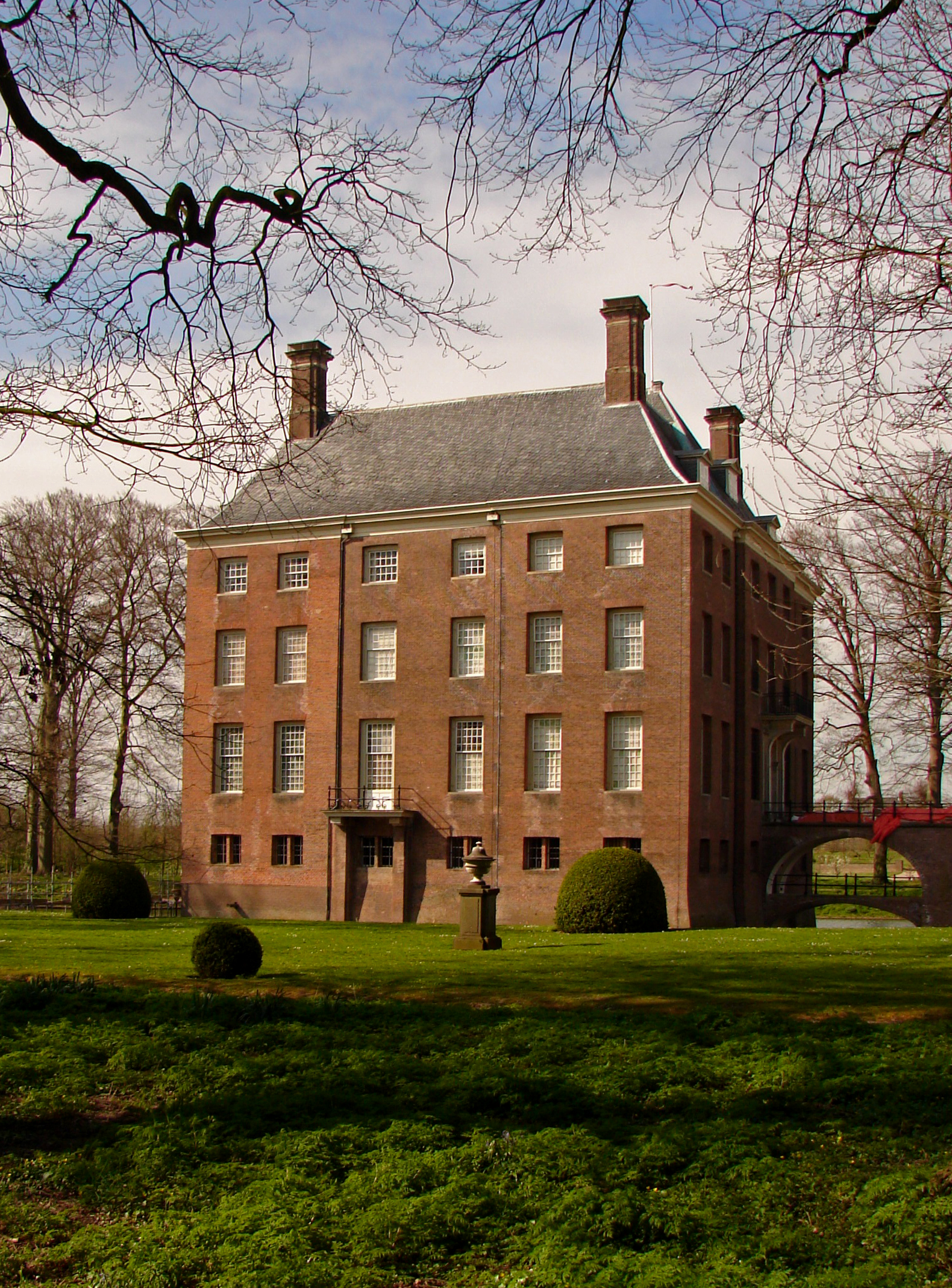
阿莫隆根城堡

阿莫隆根城堡（Kasteel Amerongen）是位於荷蘭阿莫隆根的一座建築，修建於1674年至1680年期間，建於一座中世紀城堡的遺址上。城堡的花園仍然保留了眾多歷史元素，如189年代的溫室等。1918年，德皇威廉二世在這裡簽字退位，並在此居住至1920年。

## 外部連結
- Stichting Kasteel Amerongen （页面存档备份，存于） website
- Trailer: A day in the life of Castle Amerongen - 1680 （页面存档备份，存于）, YouTube
- Trailer （页面存档备份，存于）